# Roland Desné
Roland Desné est un historien des Lumières, philosophe et écrivain français né le 24 avril 1931 à Issy-les-Moulineaux et mort le 9 juillet 2020 à Paris.

## Biographie
Fils de cheminot, Roland Desné adhère en 1950 au PCF sous l'influence de Guy Besse, son professeur de philosophie. À Paris, il rencontre Louis Aragon, Arthur Adamov, Paul Éluard, Pierre Soulages, René Étiemble. Il publie dans France Nouvelle, La Nouvelle Critique, La Pensée et aux Éditions sociales.
Il soutient une thèse sur Denis Diderot sous la direction de Jean Fabre, puis de Jacques Chouillet.
Élève de l'École normale supérieure de Saint-Cloud puis agrégé de l'université, il poursuit une carrière de professeur d'université et d'attaché de recherche au CNRS. Il termine sa carrière comme professeur émérite de l'université de Reims. Il a été le fondateur et le directeur du département de littérature comparée de cette même université.
À la suite de travaux sur l'œuvre de l’abbé Meslier en collaboration avec notamment Albert Soboul et Jean Deprun, il est invité en Europe, dans les pays de l'Est, au Japon, aux États-Unis, en Tunisie.
Dans les années 1960, il se lance avec Pierre Abraham dans l'édition d'une Histoire littéraire de la France, publiée en 12 volumes aux Éditions sociales.
En 1969, la Société française d'étude du XVIIIe siècle est fondée en Sorbonne par Jean Fabre qui en est le premier président. La revue Dix-Huitième Siècle est alors créée. Roland Desné dirige dès lors activement cette revue avec Paul Vernière et crée l'Annuaire international des dix-huitiémistes. Il participe aussi au Centre d'études et de recherches marxistes et à la direction de la revue La Pensée.
Avec Jean Deprun et Albert Soboul, il reçoit en 1972, le prix Dumas-Millier de l'Académie française pour l'édition des Œuvres complètes de Jean Meslier.
Il est initié en franc-maçonnerie dans la loge de Metz  « La Noble Amitié » en 1974, appartenant au Grand Orient de France, qu’il quitte en 1980 pour la loge de Paris  « Que sais-je ? » puis en 2000 pour la loge  « Montaigne », également parisienne. Parallèlement, il s’investit au sein de la loge d’études et de recherches « Sources », sous l’égide du Suprême Conseil du Rite écossais ancien et accepté.
En 1989, il participe à l'organisation de la célébration du Bicentenaire de la Révolution française.

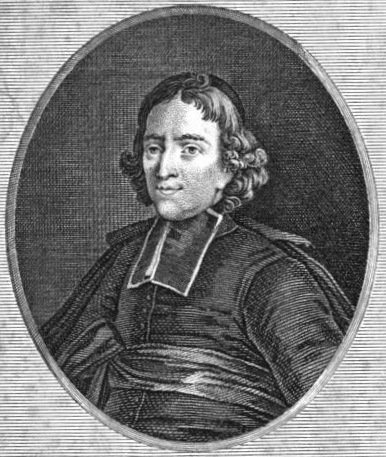
Jean Meslier, gravure publiée en 1802.

Il meurt à Paris le 9 juillet 2020.

## Publications
- Diderot et "le Neveu de Rameau" : essai d'explication, Paris, Centre d'études et de recherches marxistes, 1963.
- Qu'est-ce qu'enseigner le français? : contribution à la recherche d'une doctrine pédagogique pour le second degré, Paris, Centre d'études et de recherches marxistes, 1967.
- Les oeuvres complètes du Curé Meslier, Bruxelles, Bruylant-Christophe, 1969-1970, prix Dumas-Millier de l’Académie française en 1972, avec Jean Deprun et Albert Soboul.
- Les Lumières : le XVIIIe siècle, avec Jacqueline Adamov-Autrusseau, Ferdinand Alquié, Gilles Deleuze, Paris, Hachette, 1972.
- Manuel d'histoire littéraire de la France 4, 1789-1848, par un collectif sous la direction de Pierre Abraham et Roland Desné, Coordination assurée par Pierre Barbéris et Claude Duchet, Paris, Editions sociales, 1972.
- Jean Meslier, Torino, Tipografia Sociale Torinese , 1973.
- Curé Meslier. Textes., introduction de Roland Desné, Éditions rationalistes, Collection « Lumières de tous les temps », Volume 6, avril 1973.
- Complément au lexique de "Jacques le Fataliste", Éditions Lecointre-Le Galliot, Genève, Droz, 1976, Reims, Université de Reims, 1977.
- Recherches sur le matérialisme français au 18ème siècle, thèse de doctorat, Paris, Université Paris 3, 1977.
- (de) Voltaire und Deutschland : Quellen und Untersuchungen zur Rezeption der Französischen Aufklarung : Internationales Kolloquium der Universität Manheim zum 200. Todestag Voltaires, avec Peter Brockmeier, Jürgen Voss, Alfred Grosser, Stuttgart, Metzler, 1979.
- 1984: l'année Diderot, informations et documents recueillis et présentés par Anne-Marie Chouillet, avec la collaboration de Roland Desné, Françoise Dougnac et de nombreux correspondants, Paris, Société française d'étude du dix-huitième siècle, 1985.
- Dix-huitième siècle, tables et index des numéros 11 à 20 : 1979-1988, établis par Roland Desné avec la collaboration de Lise Andries, Michel Baridon et Claude Michaud, Paris, Presses universitaires de France, 1990.
- Goldoni et l'Europe, colloque goldonien, Grenoble, 1993, avec Marie-Cécile Révauger, Huguette Hatem, avant-propos de Gérard Luciani, Grenoble, Université Stendhal, 1995.
- Dix-huitième siècle, tables et index des numéros 21 à 30 : 1989-1998, établis par Roland Desné avec la collaboration de Jean-Claude Bonnet, Pierre Boutin et Manuel Dorigny, Paris, Presses universitaires de France, 2001.
- Le parler des francs-maçons, avec René Hally, Véga, 2008.